# Niltava ventre-rogenca
La niltava ventre-rogenca (Niltava oatesi) és una espècie d'ocell de la família dels muscicàpids (Muscicapidae). Es troba a Myanmar, el sud de la Xina, Laos, Tailàndia i Vietnam. Habita els boscos tropicals i subtropicals de frondoses humits de l'estatge montà. El seu estat de conservació es considera de risc mínim.

## Taxonomia

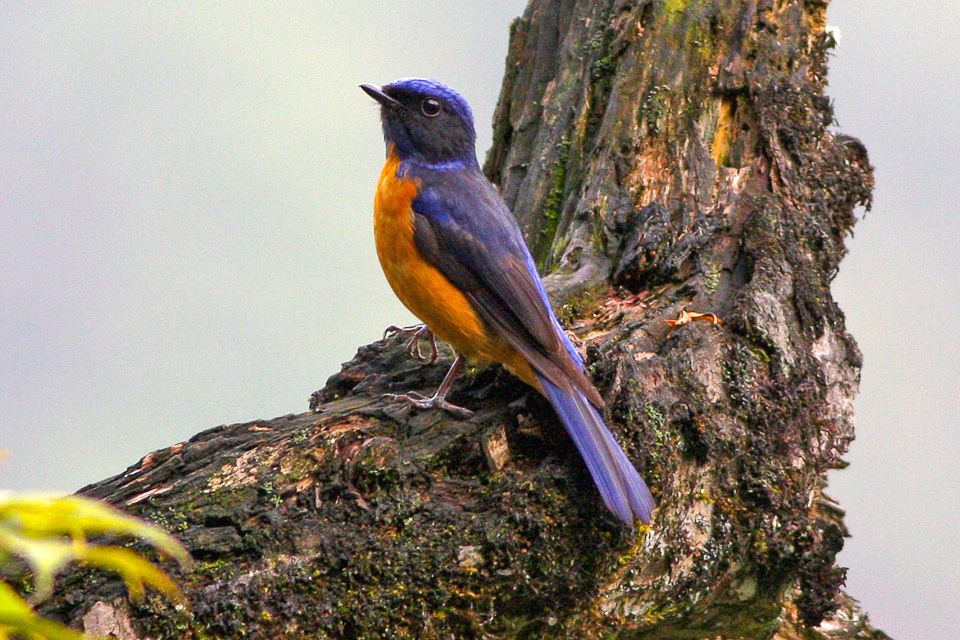
Niltava ventre-rogenca a Sichuan

Tot i que l'espècie ja era reconeguda per el Handook of the Birds of the World i la quarta versió de la BirdLife International Checklist of the birds of the world (desembre 2019), fins al 2021 a la Classificació del Congrés Ornitològic Internacional (versió 10.1, 2020) la niltava ventre-rogenca era considerada coespecífica de la niltava de Taiwan (N. vivida oatesi). Finalment, es va acceptar segmentar aquesta subespècie en la versió 11.2 (2021) en funció de la mida, el plomatge i les diferències bioacústiques.